# Antoni Krupa

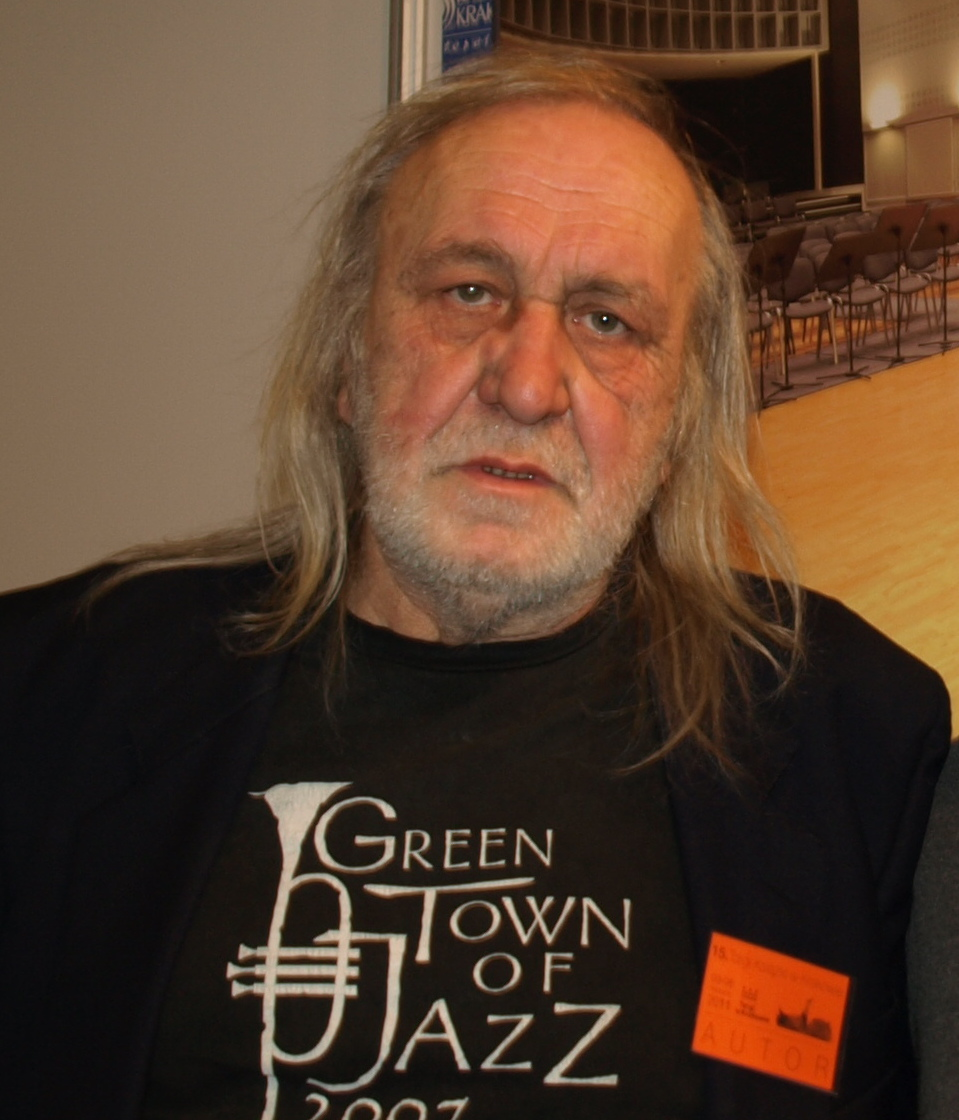
Antoni Krupa (2011)

Antoni Krupa (* 23. März 1945 in Krakau; † 17. März 2024) war ein polnischer Blues- und Jazzmusiker (Gitarre, Banjo, Mundharmonika, Gesang, Komposition), Musikjournalist und Hörfunkmoderator. Er war mehr als 45 Jahre lang für Radio Kraków tätig.

## Wirken
Krupa leitete von 1963 bis 1968 die Rhythm-and-Blues-Band The Lessers und gehörte kurze Zeit 1967 zur Besetzung der Beatband Wawele. Zwischen 1968 und 1972 war er Mitglied im Jazz Band Ball Orchestra; mit der Band tourte er international und nahm mit ihr ein Album für das deutsche Label Metronome auf. Von 1972 bis 1975 gehörte er zu der Band Wiem von Marek Grechuta und spielte mit ihm das Album Magia Obłoków (1974) ein. Zwischen 1975 und 1977 spielte er im Gitarrenduo CD zusammen mit Krzysztof Wierzchoń, das manchmal mit Jan Gonciarczyk am Kontrabass zum Trio erweitert wurde. Er spielte auch Free Jazz im Trio mit dem Saxophonisten Paweł Dalach und dem Schlagzeuger Jacek Kochan. Unter eigenem Namen legte er das Album Amela vor, das 2012 von Radio Kraków veröffentlicht wurde (die meisten Lieder auf diesem Album wurden von Jarek Śmietana komponiert).
Ab 1977 arbeitete Krupa hauptsächlich als Musikjournalist für Radio Kraków. Dort moderierte er die Musiksendungen Radiowy Jazz Club Helikon und Alternatywne List Przebojów. Zudem schrieb er ein Buch über die Geschichte des Jazz in Krakau, Miasto błękitnych nutów. Weiterhin war er an einer BBC-Radiosendung über Miles Davis’ legendäre Aufnahmesitzung zum Album Kind of Blue beteiligt.